# 미국의 미술
미국 미술은 미국에서 만들어졌거나 미국인 예술가에 의해 만들어진 시각 예술을 말한다.

## 회화

### 19세기
식민지로서 개척된 미국은 독립 전쟁 이래 건국과 함께 거대한 국운으로 약진을 계속했다. 그러나 국내는 아직 팽대한 개척사업으로 세월을 보내던 시대였으며, 회화의 감상에는 오래 쌓아올린 풍토가 이룩되지 못하여, 작품에는 볼 만한 활약이 눈에 띄지 않는다. 그러나 회화에서는 18세기 말부터 19세기에 걸쳐 먼저 웨스트(1738∼1820)가 나타났다. 그는 영국에서 명성을 떨치고 귀국하지 않았으나, 런던을 찾아와서 연구하는 미국의 젊은 화가를 지도하여, 본국의 회화 발전에 큰 힘이 되었다. 그만큼 미국에서는 영국의 회화의 영향이 크며, 스튜어트(1755∼1828)도 런던에 건너가 심한 괴로움을 받았으나 후에 웨스트의 따뜻한 원호를 받았다. 그는 초상화로 알려졌고, 《워싱턴의 초상》이 유명하다. 이어 런던에서 웨스트의 문하에 들어가서 배운 피어(1741∼1827)도 많은 명사의 초상화를 그렸고, 《워싱턴의 상(像)》을 남겼다.
휘슬러는 미국의 가장 뛰어난 화가라고 일컬으며, 젊었을 때는 군대를 동경했으나, 자유를 갈망한 성격은 회화를 시작, 1855년에 파리에 나타났다. 파리에서는 글레이르의 문하생이 되어 드가를 알고, 마네의 이론을 경청했다. 그는 당시의 영국 작품이 주제를 특별히 문제삼고, 또 세부의 묘사에 구애됨을 반대하여 그는 전체의 분위기를 중요시하여 그렸다. 호머(1836∼1910)는 미국의 자연을 그리는 데 몰두하고, 해양 화가로서 위치를 든든히 하는 외에, 수채화도 좋은 작품들이 있다. 그리고 라이더(1847∼1917)는 현실적인 자연보다도 자연 속에 환상을 가미하여 《청백색 말을 탄 사신》 등, 풍경에 괴상한 묘사를 보이고 있다. 또 인상파 중에는 카사트(1845∼1926)가 교육을 위해 파리로 건너가 프랑스에서 생활한 화가인데, 까다로운 드가와도 친구였으며, 모자(母子)의 가정을 묘사하여, 여성다운 세련미로 신선한 매력을 펼치고 있다.

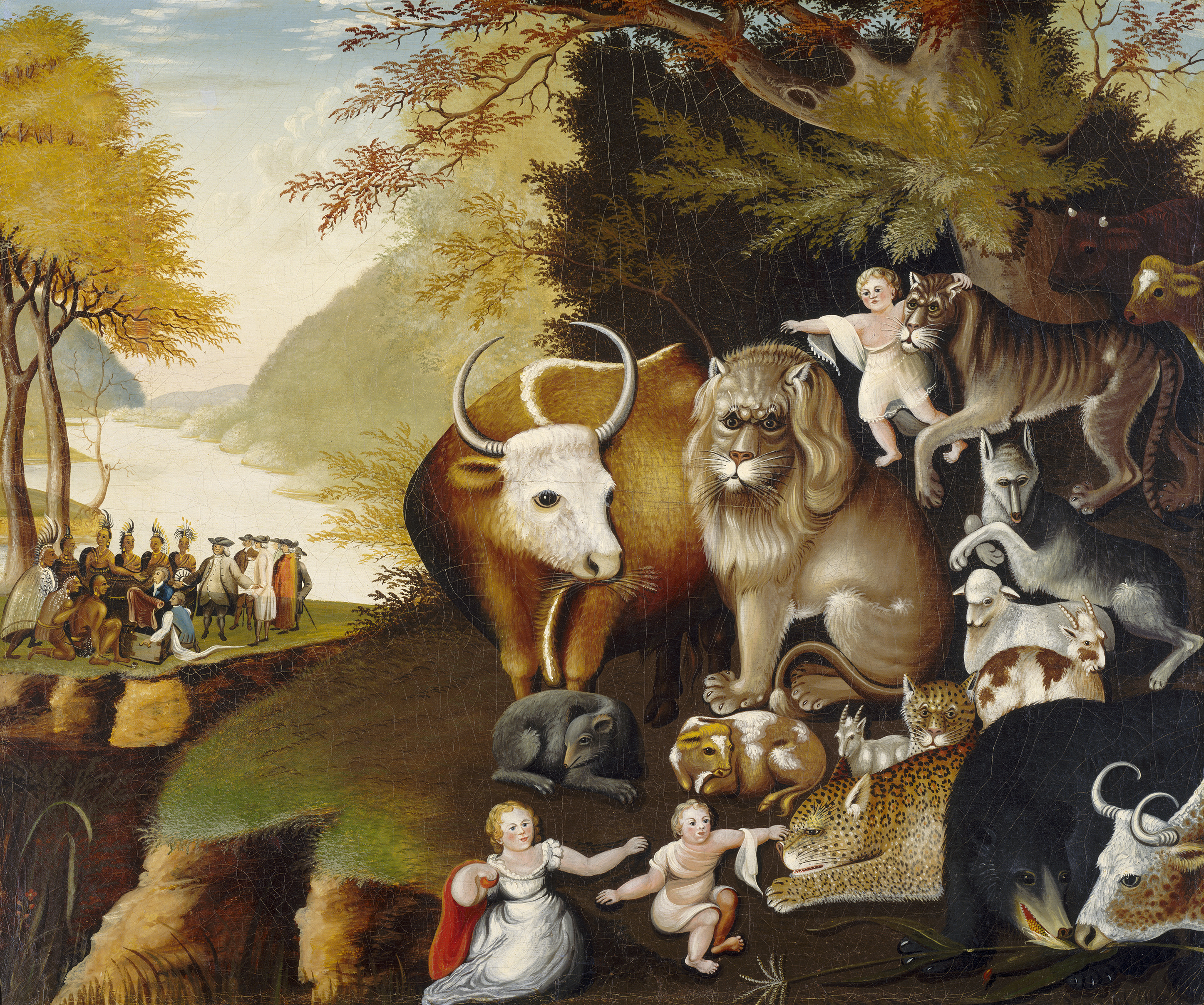
Edward Hicks, Peaceable Kingdom, c. 1834, National Gallery of Art
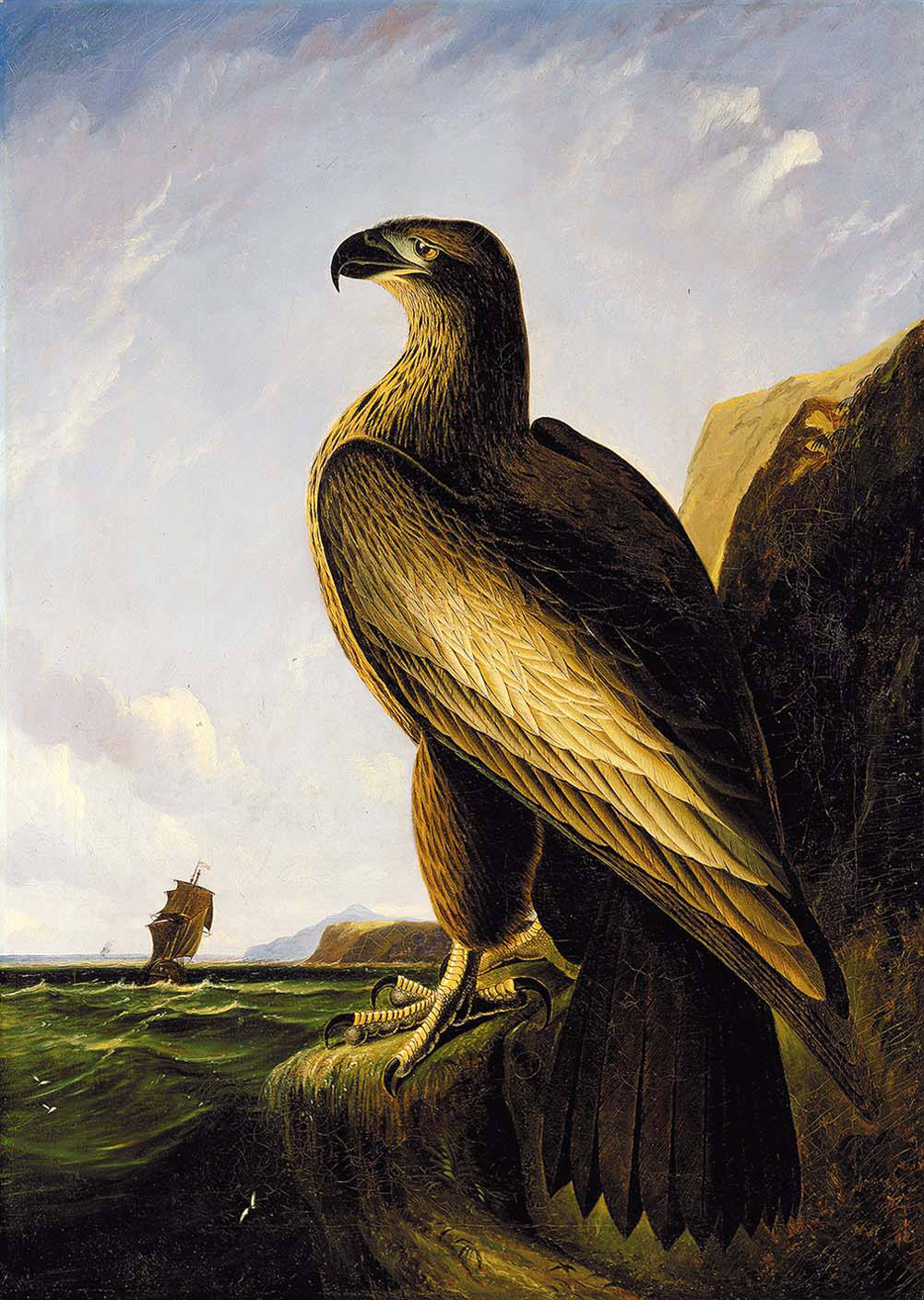
John J. Audubon, Washington Sea Eagle, c. 1836-1839, Smithsonian American Art Museum
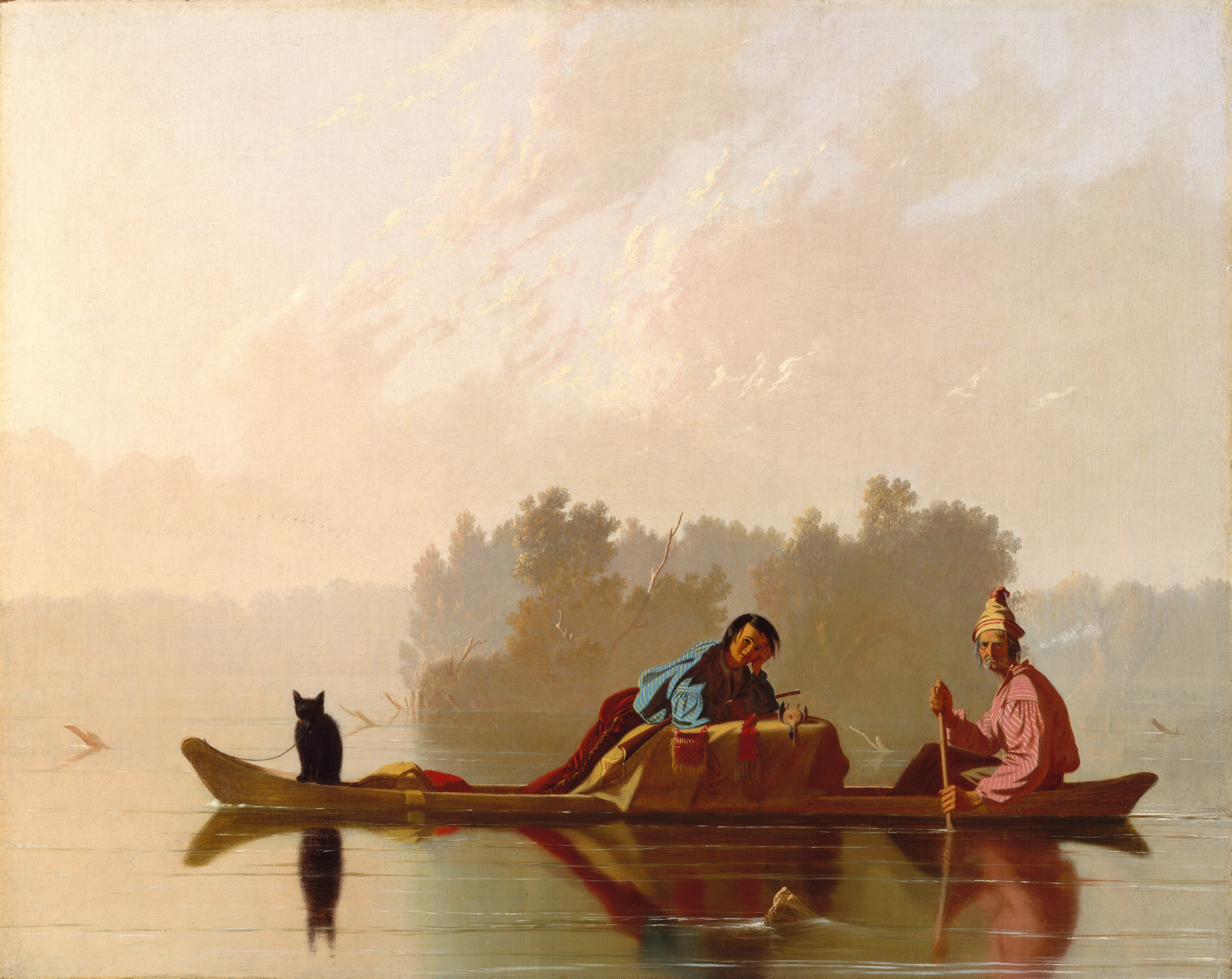
George Caleb Bingham, Fur Traders Descending the Missouri, c. 1845, Metropolitan Museum of Art
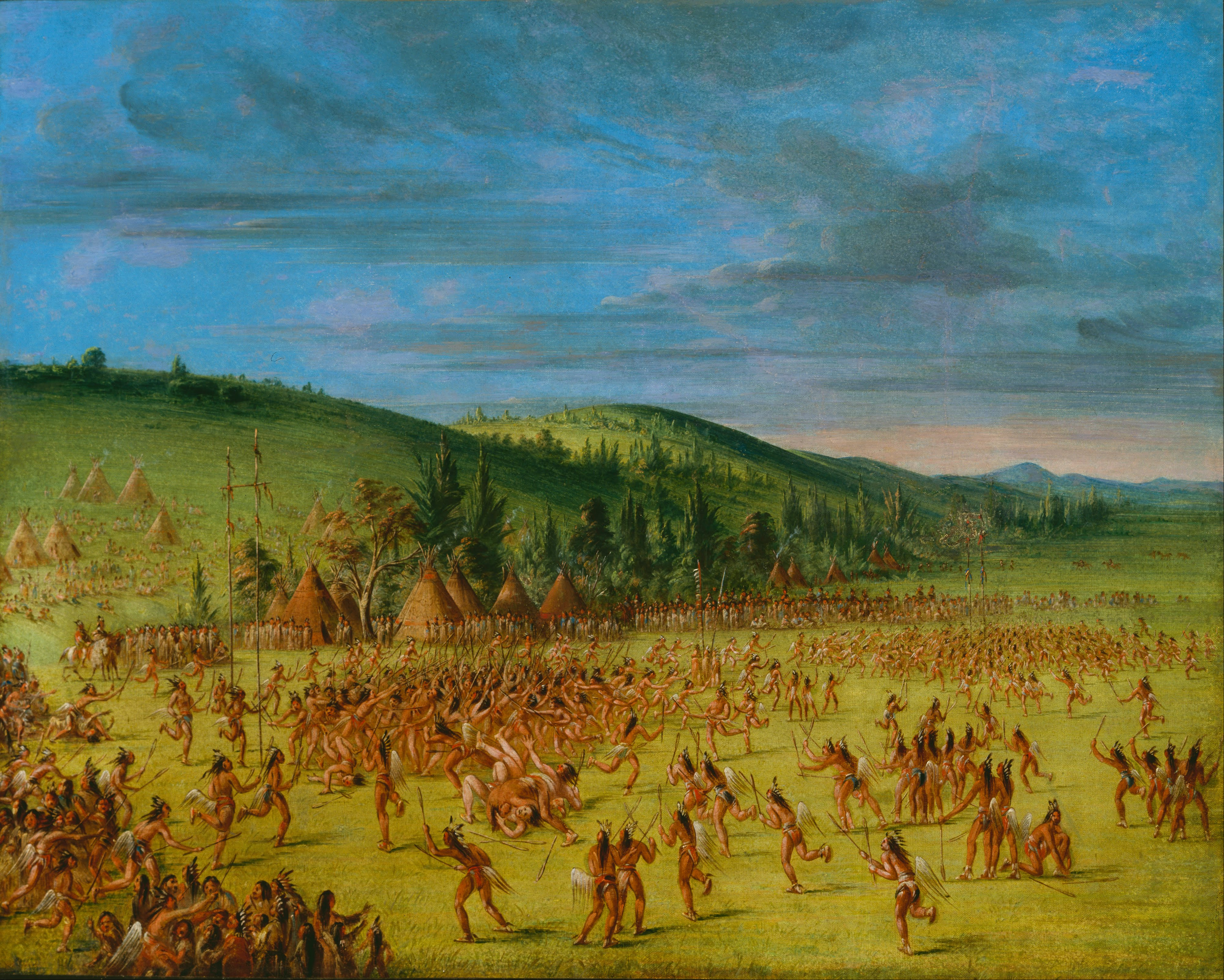
George Catlin, An Indian Ball-Play c. 1846-1850, Smithsonian American Art Museum
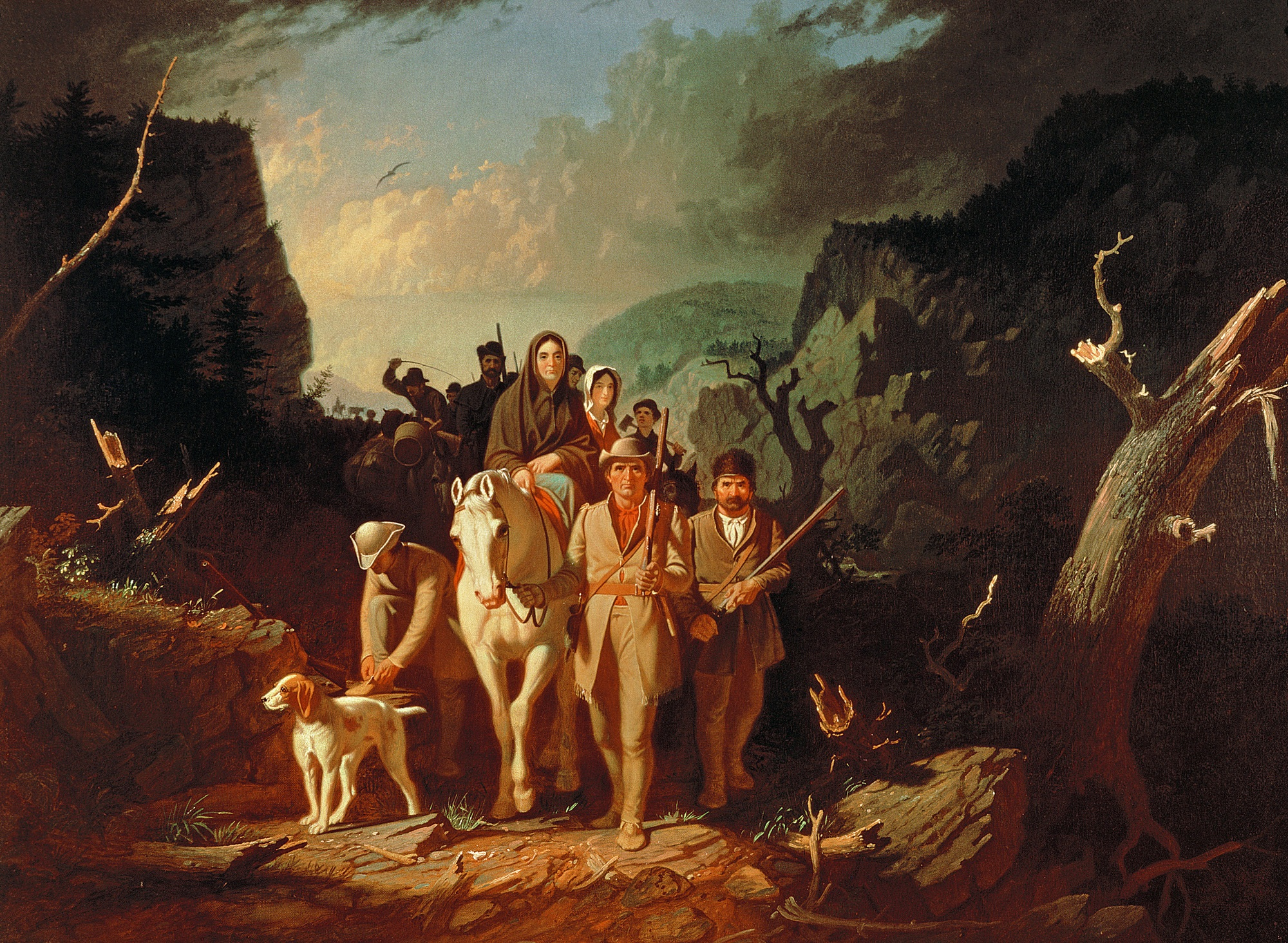
George Caleb Bingham, Daniel Boone Escorting Settlers through the Cumberland Gap, 1851–52
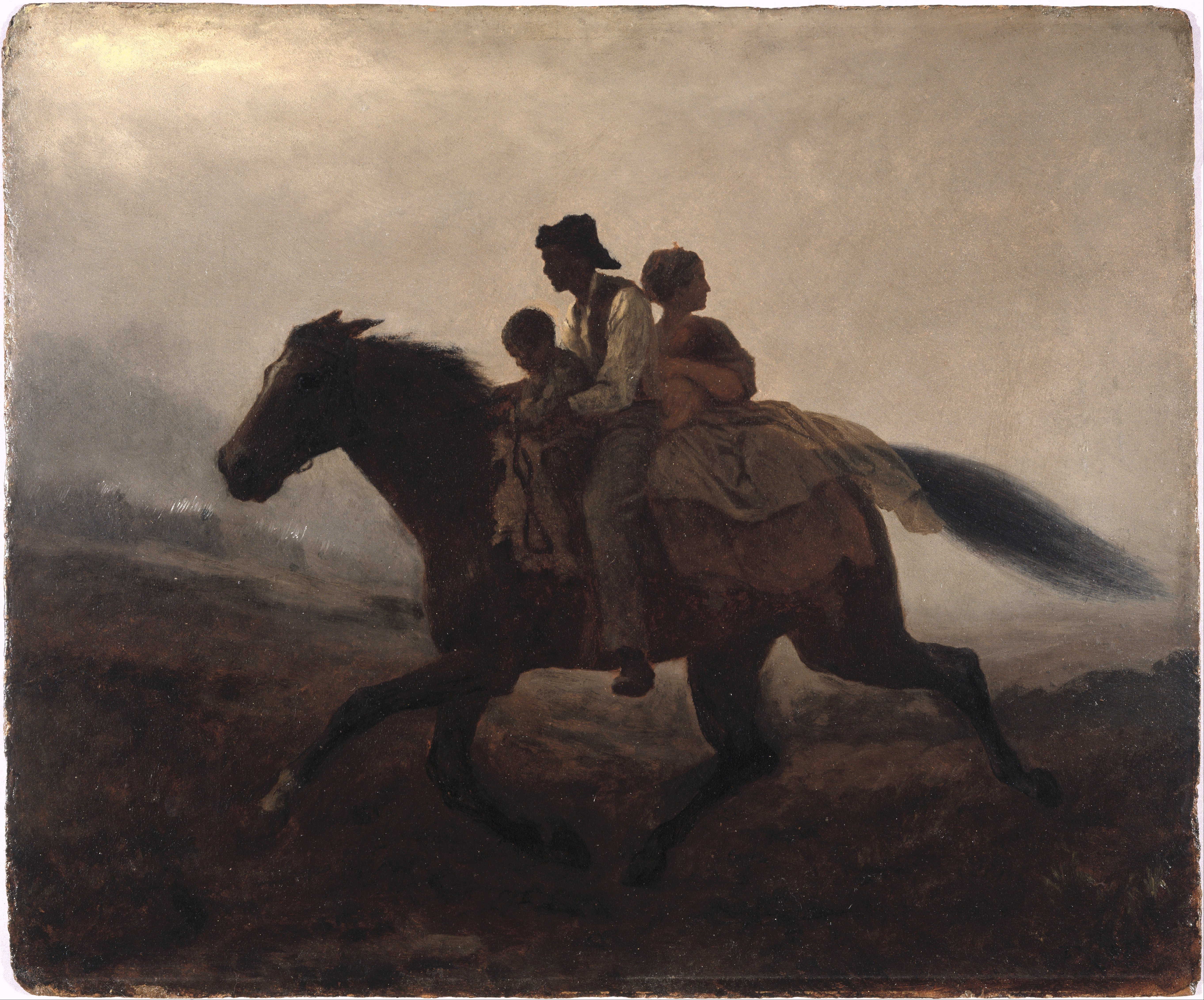
Eastman Johnson, A Ride for Liberty – The Fugitive Slaves, oil on paperboard, ca. 1862, Brooklyn Museum
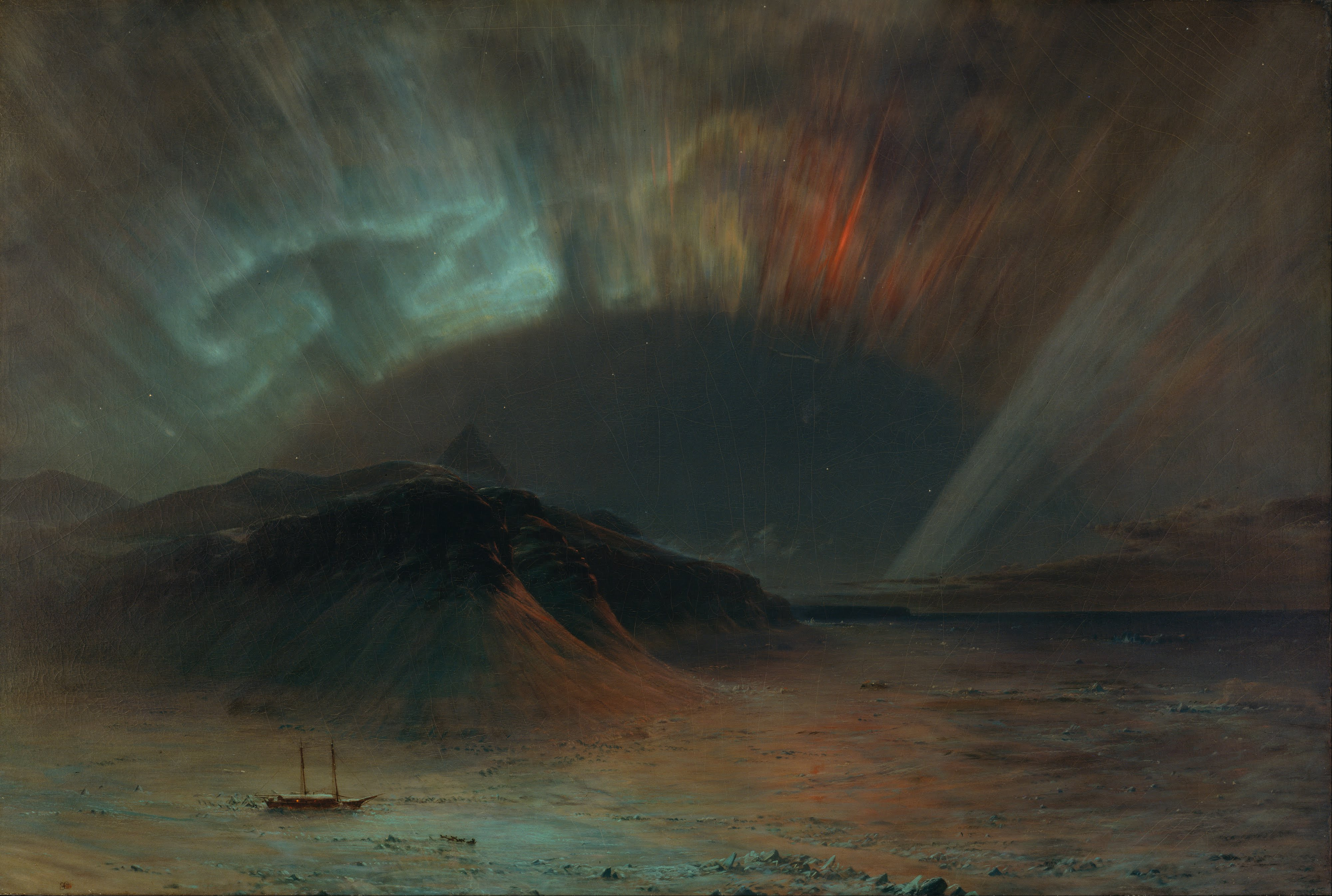
Frederic Edwin Church, Aurora Borealis, 1865, Smithsonian American Art Museum, Washington, D.C.
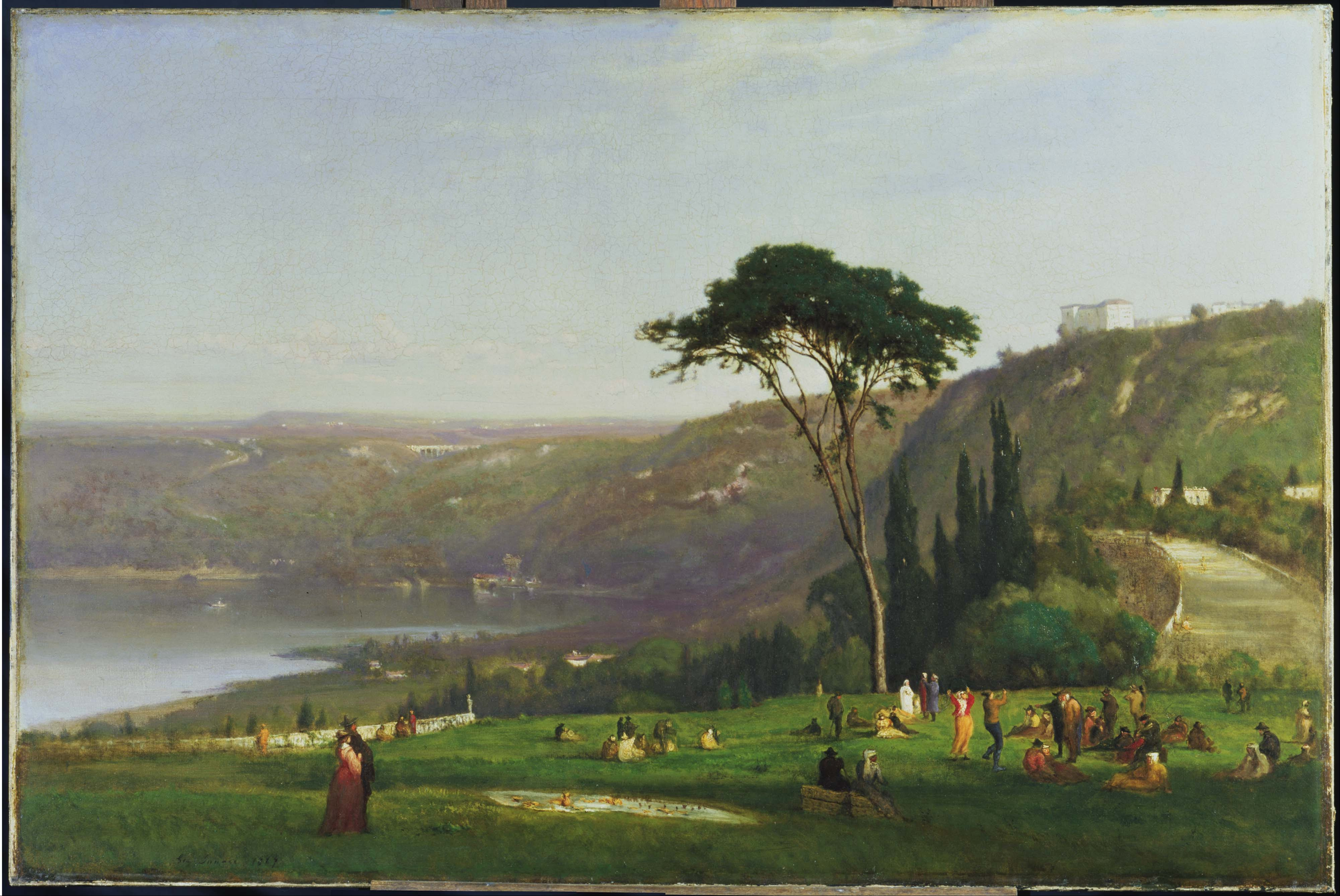
George Inness, Lake Albano, 1869. Phillips Collection

### 20세기
1913년 2월 뉴욕의 제69연대의 병기고에서 유럽 현대미술을 소개하는 큰 규모의 전람회가 개최되었는데 이 전람회를 개최장소로 한 연유로 아머리 쇼라고 부른다. 세잔·고흐에서 포비슴·표현주의·퀴비슴에 이르는 현대미술이 처음으로 미국에서 공개된 획기적인 전람회였다. 회장은 분노와 조소로 싸였다고 하는데 당시 유럽에 이식(利植)된 구미술(舊美術)에 안일하게 젖어 있던 미국 미술계에 준 충격은 대단히 컸다. 특히 퀴비슴이 전시된 화실은 '공포의 방'이라 불리어 마르셀 뒤샹의 작품 《계단을 내려오는 누드 넘버 2》 등은 이것을 이해하려는 사람도 없어 스캔들의 일종이 되었다. 그러나 뉴욕에서 8만명, 시카고 및 보스턴의 순회 전람회에서 18만명의 관중이 모인 이 전람회의 성과는 결코 무시할 수 없는 것이었다.
액션 페인팅은 1952년 미국의 비평가 해럴드 로젠버그가 명명(命名)한 전후 미국의 대표적인 표현양식으로, 이미지의 정착보다는 그린다는 행위(액션) 그 자체에서 순수한 의미를 찾아내려는 경향이며, 잭슨 폴록, 빌럼 데 쿠닝, 프란츠 클라인 등에 의하여 대표된다. 본디 제2차 세계 대전으로 미국에 망명한 쉬르레알리스트의 영향하에서 쉬르레알리슴이 개척한 오토마티슴의 기법을 더욱 철저하게 한 수법(바닥에 펼친 캔버스 위에 유동적인 마티에르를 떨어뜨려 나가는 드리핑의 수법 등)도 볼 수 있지만 쉬르의 이미지 주의(主義)는 완전히 사라져 버렸다. 유럽의 앵포르멜과 때를 같이 하여 1950년대의 미술에 뜨거운 추상의 선풍을 일으켰다.
1960년 전후에 나타난 네오 다다이즘은 그린다고 하는 행위를 지상(至上)으로 삼은 액션 페인팅에 대하여, 현실적인 기호나 오브제를 화면에 받아들인 데에 신선한 느낌이 있다. 이 비(非)에스테틱한 성격이 과거의 다다이즘 운동을 상기하게 한다는 데에서 이 명칭이 붙여졌다. 재스퍼 존스와 로버트 라우센버그 등이 그 대표적인 화가로 알려졌다
1960년대 초엽에 팝 아트가 뉴욕을 중심으로 출현하였다. 그 명칭은 파퓰러 아트의 약칭인데 1950년대의 영국에서 선전미술의 명칭으로서 로렌스 아로웨이가 명명하였다. 그러나 미국의 팝 아트는 도시의 정보문화가 만드는 파퓰러한 이미지를 대폭적으로 받아들여 미술을 대중적인 영역으로서 독자적으로 확대하였다. 리히텐슈타인, 워홀, 올덴버그 등이 그 대표적인 작가로 알려져 있다. 더욱이 1960년 프랑스의 비평가인 피에르 레스타니에 의하여 결집된 누보 레알리슴(신레알리슴)도 제2의 자연이 된 도회적인 현실에 대응한 포퓰러 아트를 추진하였다. 아상블라쥐(모아 합치기)와 정크 아트는 네오 다다이슴을 더한 이세 유파(流派)에 공통되는 기법이다.

## 같이 보기
- 미학
- 미국 영화
- 국립 아메리카 인디언 박물관
- 서양화
- 오스트레일리아의 미술

## 참고 문헌
- 이 문서에는 다음커뮤니케이션(현 카카오)에서 GFDL 또는 CC-SA 라이선스로 배포한 글로벌 세계대백과사전의 내용을 기초로 작성된 글이 포함되어 있습니다.